# Il bosco e la riva
 (mars 2025).
Albums de Charles Aznavour
Canto l'amore perché credo che tutto derivi da esso
(1972) Del mio amare te
(1975)
Il bosco e la riva (Le bois et la rive) est le 6e album studio italien de Charles Aznavour, il est sorti en 1973.
Cet album présente des réenregistrements des titres Quel che non si fa più (2e version) et Non hai più (2 version).

## Liste des chansons
| 1. | Il bosco e la riva (Trousse-Chemise)                            | Jacques Mareuil / Charles Aznavour, Adapt. Giorgio Calabrese    | 02:23 |
| 2. | Prima o dopo (Un jour ou l'autre)                               | Charles Aznavour / Georges Garvarentz, Adapt. Giorgio Calabrese | 03:32 |
| 3. | Isabella (Isabelle)                                             | Charles Aznavour, Adapt. Giorgio Calabrese                      | 03:10 |
| 4. | Una canzone, forse, nascerà (Pour essayer de faire une chanson) | Charles Aznavour, Adapt. Giorgio Calabrese                      | 01:32 |
| 5. | Mi vedevo già (Je m'voyais déjà)                                | Charles Aznavour, Adapt. Giorgio Calabrese                      | 04:30 |
| 6. | Noi andremo a Verona (Nous irons à Vérone)                      | Charles Aznavour / Georges Garvarentz, Adapt. Giorgio Calabrese | 02:42 |

| 7.  | Quel che non si fa più (2e version) (Les plaisirs démodés) | Charles Aznavour / Georges Garvarentz, Adapt. Giorgio Calabrese | 03:30 |
| 8.  | A mia figlia (À ma fille)                                  | Charles Aznavour, Adapt. Giorgio Calabrese                      | 04:08 |
| 9.  | Lucia (Lucie)                                              | Charles Aznavour, Adapt. Davinci - Danieli                      | 02:54 |
| 10. | L'amore (L'amour)                                          | Charles Aznavour / Georges Garvarentz, Adapt. Giorgio Calabrese | 03:00 |
| 11. | Non hai più (2e version) (Tu n'as plus)                    | Charles Aznavour, Adapt. Giorgio Calabrese                      | 03:10 |